# 上別列津低地
上別列津低地是白俄羅斯的低地，位於維捷布斯克州西南部和明斯克州東北部，長100公里、寬15至50公里，面積4,300平方公里，北面是斯文茨揚高地。